# Брюэр, Ричард
Ричард Эм «Дик» Брюэр (англ. Richard M. "Dick" Brewer; 19 февраля 1850, Сент-Олбанс — 4 апреля 1878, Мескалеро) — американский ковбой и правоохранитель округа Линкольн, Нью-Мексико, США. «Дик» Брюэр был лидером и одним из основателей «Регуляторов», окружного отряда, участвовавшего в Войне в округе Линкольн.

## Ранние годы
Родился 19 февраля 1850 года в Сент-Олбансе, штат Вермонт. В четырёхлетнем возрасте вместе с семьёй переехал в Боаз, штат Висконсин, в возрасте восемнадцати лет перебрался в округ Линкольн, Территория Нью-Мексико. Первоначально пробовал заниматься скотоводством и сельским хозяйством, для этих целей купил ранчо на Рио Фелиз. Весной 1871 года начал работать у Лоренса Мёрфи, но вскоре оставил эту работу по неизвестным причинам. К 1876 году работал загонщиком крупного рогатого скота у Джона Танстелла, владельца одного из крупнейших ранчо в этом районе.

## Война в округе Линкольн
Война в округе Линкольн стала следствием соперничества между компанией «Мёрфи и Долан» и английским предпринимателем Джоном Танстеллом за экономическое влияние на Территории Нью-Мексико. Фактически округ контролировался Лоренсом Мёрфи и Джеймсом Доланом, владевшими там единственным магазином. Их фирма имела сильных покровителей в лице губернатора и генерального прокурора Территории Нью-Мексико, которые были её поручителями. К тому же, охотно скупая краденый скот, они заполучили контракт на поставки мяса с правительством США. Танстелл и его адвокат Александр Максуин были противниками их альянса. Джон Танстелл нанял для охраны своего скота людей, одним из которых был Билли Кид. На стороне компании «Мёрфи и Долан» были банда Джесси Эванса и отряд ранчеров, известный как «Воины семи рек». Кроме того, Джеймс Долан подкупил представителей закона, в частности, шерифа Уильяма Брейди.
18 февраля 1878 года Танстелл был убит членами банды Эванса Биллом Мортоном и Томом Хиллом, подосланными шерифом Брейди. Долан и Брейди предполагали, что устранение конкурента сразу снимет проблему, но этот инцидент развязал Войну в округе Линкольн.
Люди Танстелла обратились к мировому судье Уилсону, который выписал ордера на арест виновных. Констебль Мартинес вместе с Билли Кидом и Фредом Уэйтом отправились к Долану, но находившийся там Брейди отказался выдать своих людей, более того, он арестовал Мартинеса, Кида и Уэйта. Мартинеса он отпустил через пару часов, а Уэйта и Кида — спустя двое суток. После этого ковбои Танстелла, уже не надеясь на помощь закона, объединились в отряд «Регуляторы» (англ. Regulators), для того чтобы отомстить убийцам. Основными бойцами отряда были Дик Брюэр, Билли Кид, Док Скарлок, Чарли Боудри, Хосе Чавес, «Грязный Стив» Стивенс, Джон Миддлтон, Фрэнк Макнаб, Генри Ньютон Браун, Том О’Фолльярд и двоюродные братья Джордж и Фрэнк Коу. Юридически группа была создана как помощники мирового судьи Уилсона. Брюэр возглавил отряд, поскольку был самым опытным (на тот момент он занимал должность городского констебля Линкольна).
В начале марта 1878 года «Регуляторы» убили Билла Мортона и Фрэнка Бейкера, двух членов банды Эванса, не намереваясь их арестовывать и предавать суду. 1 апреля шериф Брейди с четырьмя помощниками шёл по главной улице Линкольна, когда из-за забора магазина Танстелла прогремели выстрелы. Брейди был убит на месте, заместитель шерифа Джордж У. Хиндман смертельно ранен. Помимо этого, в перестрелке был ранен случайной пулей судья Уилсон, мирно работавший возле своего дома. Брюэр отрицал своё участие в этом нападении. «Регуляторам» в период командования Брюэра также приписывается убийство Уильяма Макклоски, который якобы их предал.

## Смерть

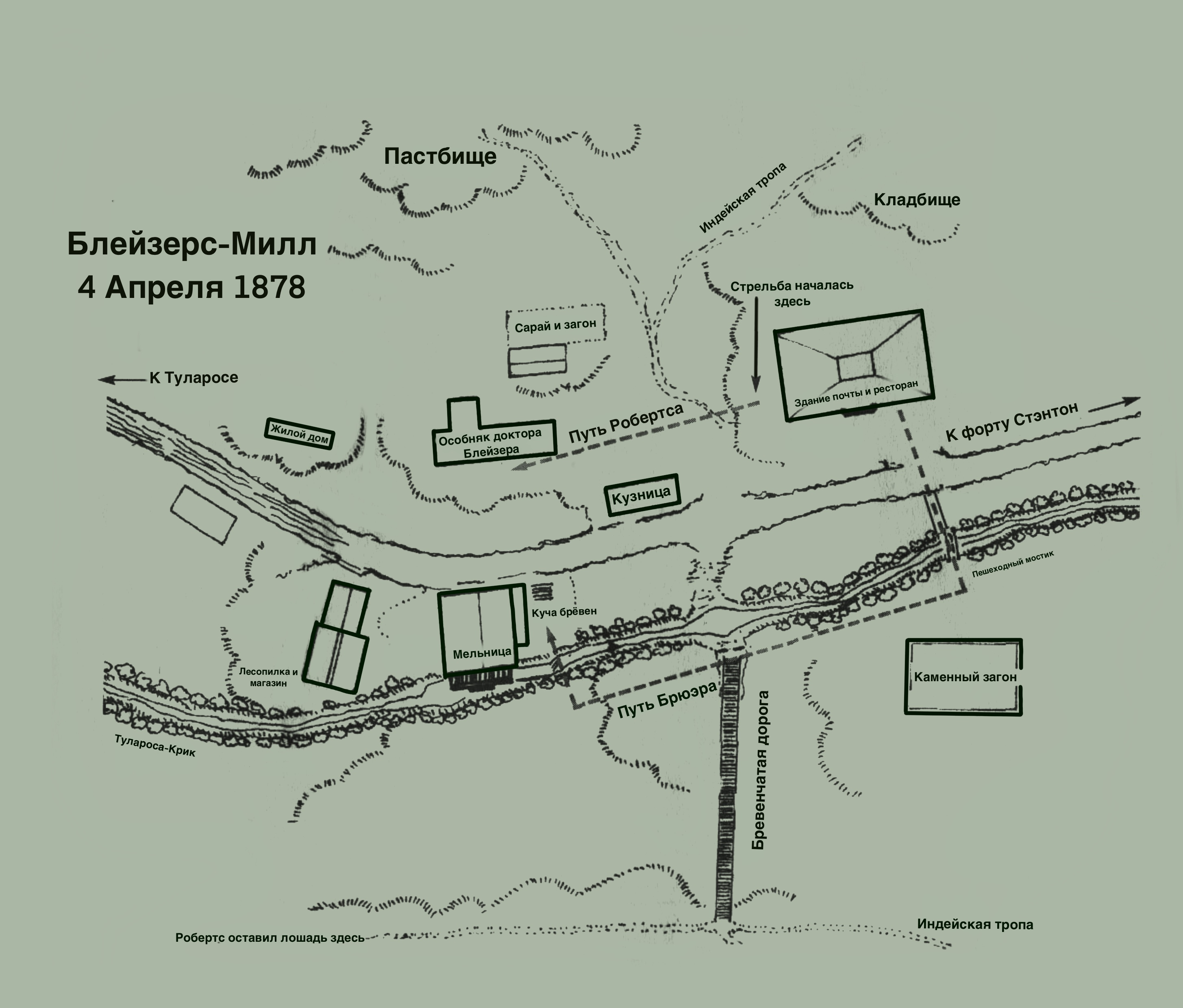
Схематическое изображение перестрелки в Блейзерс-Милл

Дик Брюэр был убит американским охотником на бизонов по имени Эндрю «Картечь» Робертс (англ.) во время перестрелки в Блейзерс-Милл, Территория Нью-Мексико, 4 апреля 1878 года. Эндрю Робертс был замешан в преступлениях, связанных с компанией «Мёрфи и Долан», но считалось, что он не хотел иметь ничего общего с войной, разразившейся в округе, и планировал покинуть этот район. Он продал своё ранчо и ожидал чека от покупателя.
Поселение Блейзерс-Милл, торговый пост на реке Тулароса, располагалось на склоне холма между Линкольном и Туларосой и принадлежало дантисту доктору Джозефу Х. Блейзеру. Блейзерс-Милл включал в себя большой двухэтажный особняк, административное здание, лесопилку, мельницу, несколько одноэтажных глинобитных построек и домов, почту, универсальный магазин, а также несколько загонов и амбаров. «Регуляторы» появились в Блейзерс-Милл, намереваясь поесть в ресторане миссис Годфрой. Известно, что в тот день отряд состоял из тринадцати человек: Дика Брюэра, Чарли Боудри, Уильяма Маккарти (он же Билли Кид), Дока Скарлока, Фрэнка Макнаба, братьев Джорджа и Фрэнка Коу, Джона Миддлтона, Игнасио Гонсалеса, Генри Ньютона Брауна, Фреда Уэйта, «Грязного Стива» Стивенса и Джо Скроггинса. Эндрю «Картечь» Робертс приехал на почту в Блейзерс-Милл, пытаясь получить свой чек за проданное ранчо, но столкнулся там с «Регуляторами». Фрэнк Коу некоторое время разговаривал с Робертсом, сидя на крыльце ресторана, и пытался уговорить его сдаться. Робертс отказался, полагая, что это уловка, и «Регуляторы» всё равно убьют его.
Дик Брюэр, не отличавшийся особым терпением, отправил нескольких своих людей на улицу, чтобы взять Робертса под стражу. При виде вооружённых ковбоев, направляющихся к нему, Робертс вскочил, направив на них заряженный винчестер. Он и Чарли Боудри выстрелили одновременно. Робертс был ранен в живот, в то время как его пуля попала в пряжку оружейного ремня Боудри, разорвав ремень, но не причинив серьёзного вреда стрелку. Опасно раненный, Робертс продолжал стрелять в «Регуляторов», отступая к дверям особняка доктора Блейзера. Джон Миддлтон был тяжело ранен в грудь, одна пуля рикошетом попала Доку Скарлоку в ногу, а другая Джорджу Коу в правую руку, оторвав указательный палец и раздробив ладонь. Коу продолжил стрелять с левой руки и нанёс Робертсу ещё одно ранение. Последней пулей Робертс ранил Билли Кида в руку, выведя его из боя, после чего в его винтовке закончились патроны.
Забаррикадировавшись в особняке, Эндрю Робертс вооружился однозарядной винтовкой Спрингфилда калибра .50-70, принадлежащей доктору Блейзеру и приготовился к обороне. Ошеломлённые таким поворотом событий, «Регуляторы» оказали помощь раненым и снова попытались уговорить Робертса сдаться. Разочарованный тем, что никто из его людей не осмеливается приблизиться к укреплённому противнику, Брюэр обогнул главный дом, укрылся за сложенными брёвнами и открыл огонь по комнате, где лежал раненый Робертс. Тот, увидев облако порохового дыма из-за брёвен, выждал момент, и, когда Брюэр снова поднял голову, попал ему в глаз, убив на месте. «Регуляторы», деморализованные потерями, отступили.
Эндрю «Картечь» Робертс скончался на следующий день от полученных ран. Он и Дик Брюэр похоронены в двух могилах возле особняка доктора Блейзера, рядом с которым произошла перестрелка.

## Образ в кино
- В фильме 1988 года «Молодые стрелки» — Чарли Шин[21].
- В телефильме 2015 года «Билли Кид: Новые доказательства» — Джерард Грисбаум[22].
- В сериале «Билли Кид» (2022 — …) — Рейли Долмэн[23].

## Галерея

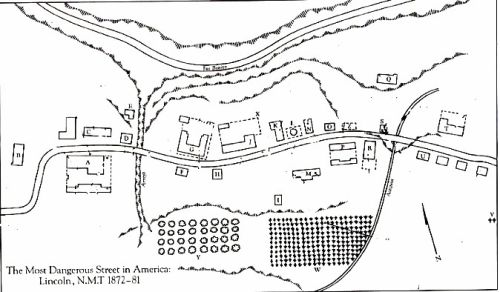
Карта Линкольна, составленная между 1872 и 1881
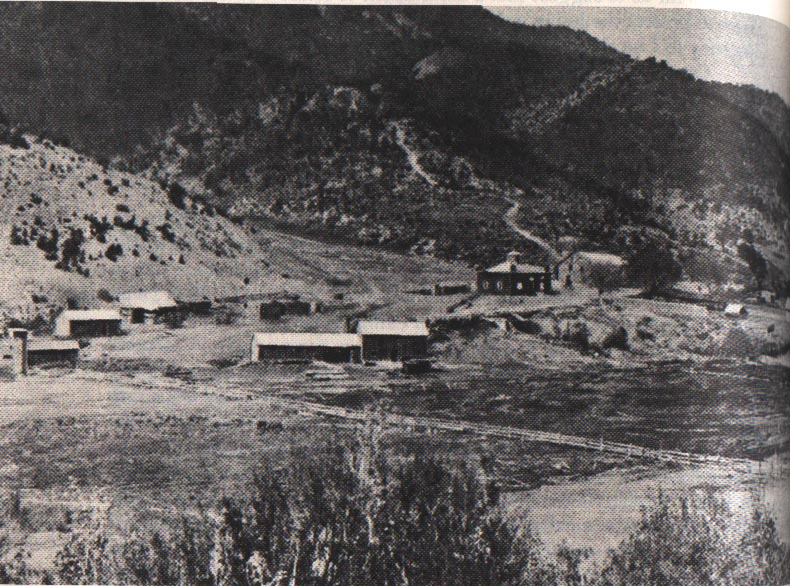
Поселение Блейзерс-Милл, 1881
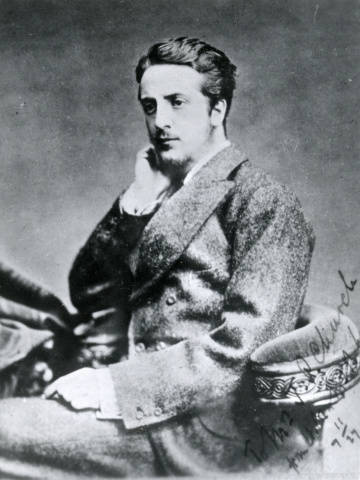
Джон Генри Танстелл, 1875
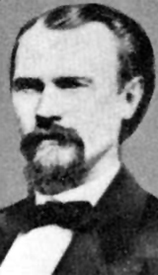
Лоренс Мёрфи, 1870-е
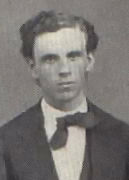
Джеймс Долан, 1870-е
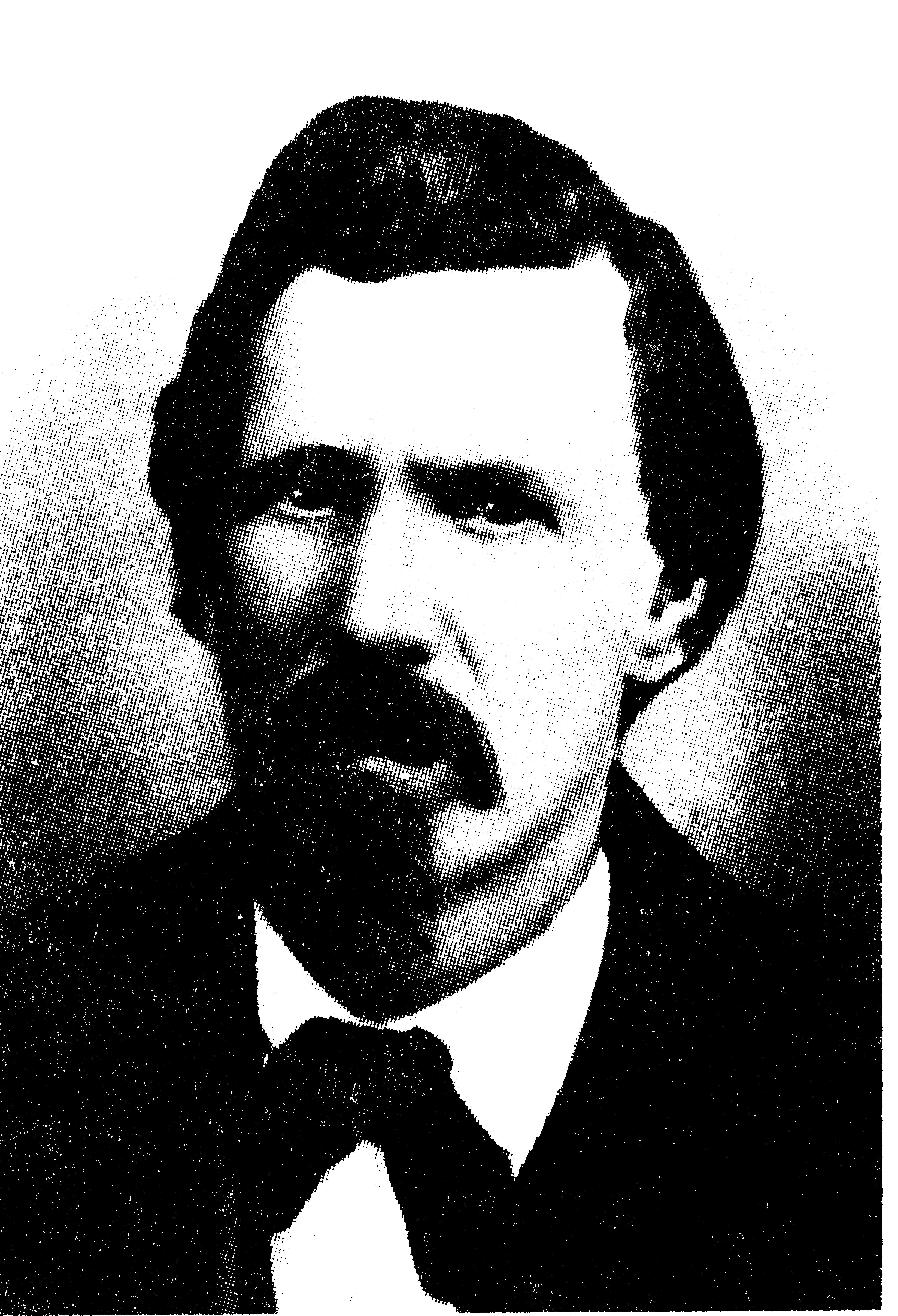
Уильям Брейди, 1872
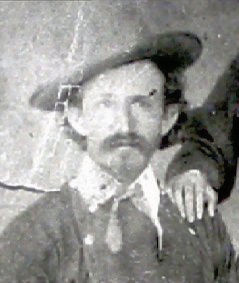
Чарли Боудри, около 1880
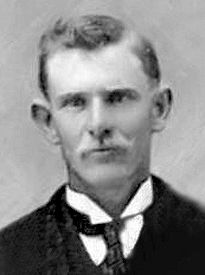
Док Скарлок, 1877
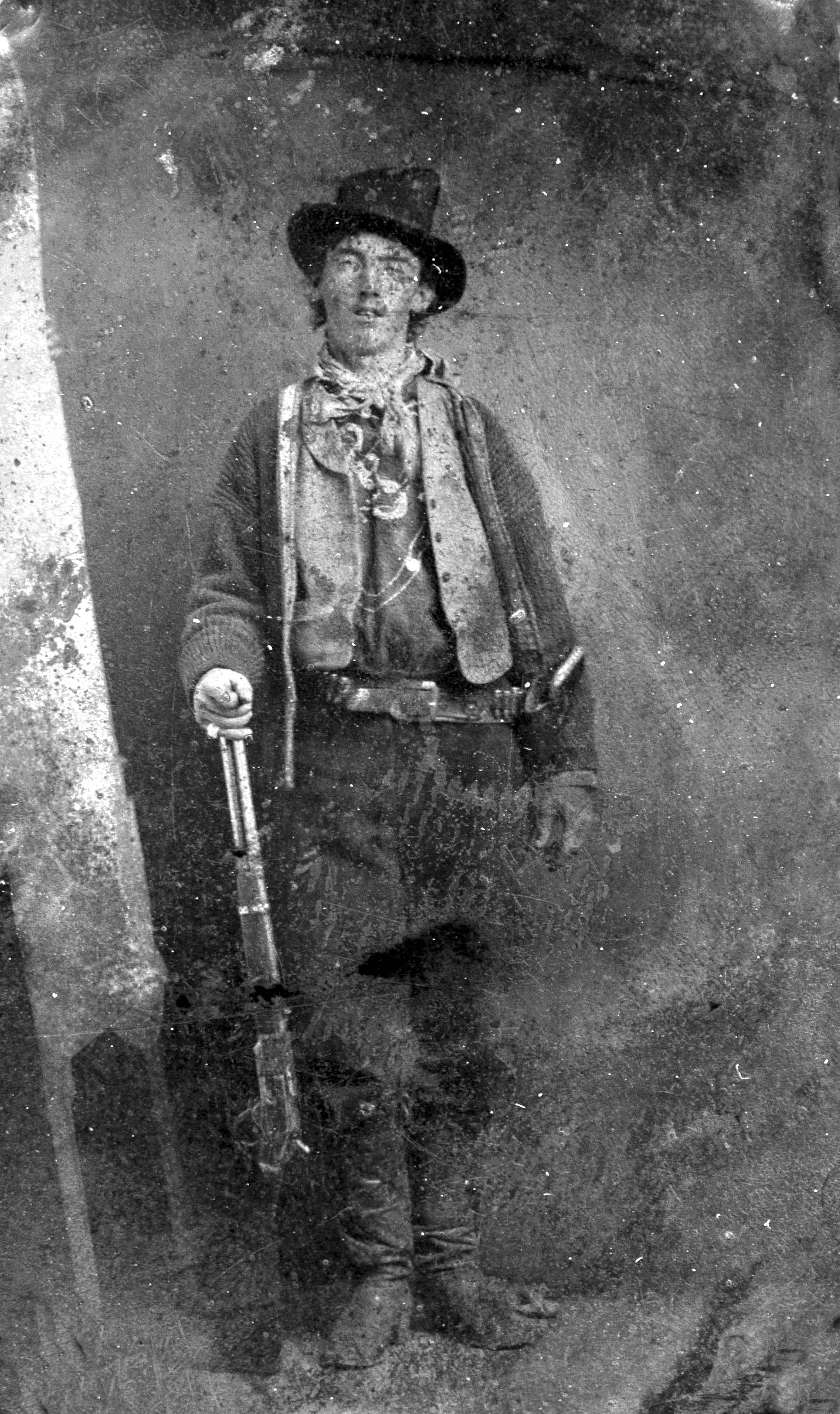
Билли Кид, около 1880
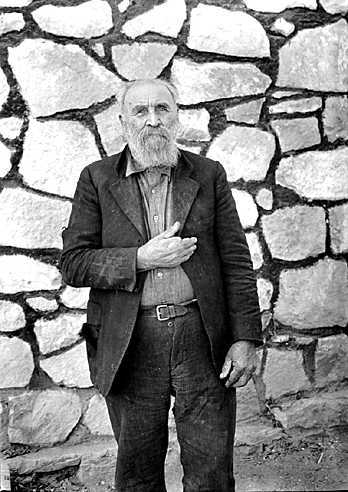
Джордж Коу, 1934
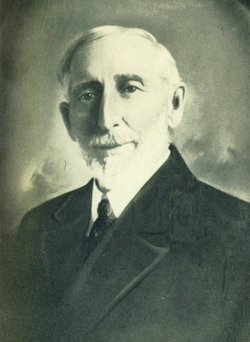
Фрэнк Коу, 1930
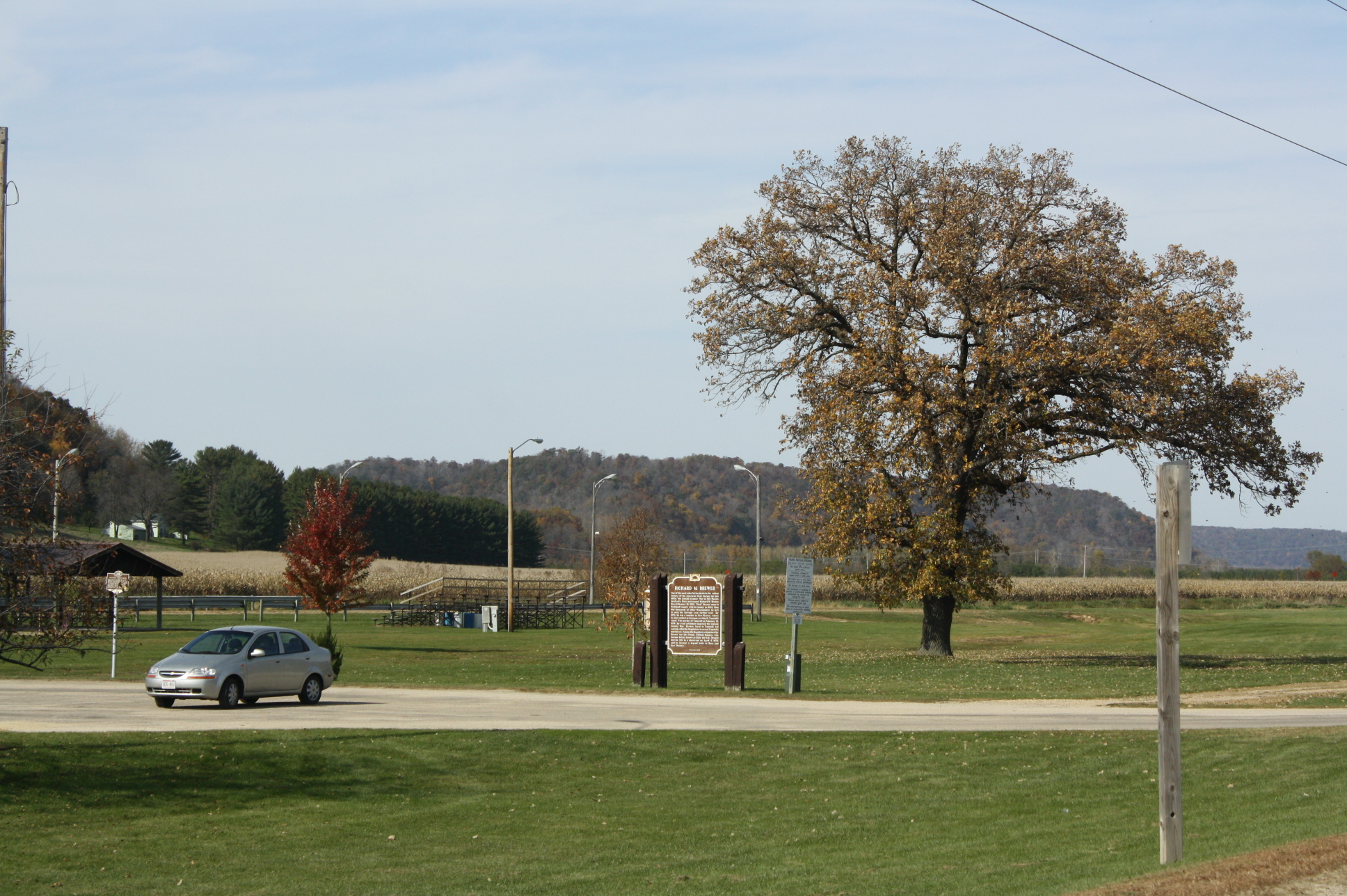
Мемориальная доска Брюэра в общественном парке Боаза